# Эуриалиды
Эуриалиды (лат. Euryalidae) — семейство иглокожих из отряда ветвистых офиур (Euryalida) класса офиур.

## Описание
Морские иглокожие. Диск пятиугольный; плоский (примерно на одном уровне с руками-лучами). Дорсальный диск с гранулами, со скрытыми первичными пластинами; без чешуи; без шипов. Чешуя на спинном диске без бугорков. Имеется радиальный экран; с бугорками, выходящими из пластины; длина более половины радиуса диска. Форма руки разветвленная; длина более 4-кр. диаметр диска; покрытие гранулами. Гребни рук отсутствуют. Дорсальная пластина руки отсутствует. Дополнительная дорсальная пластина руки отсутствует. Вентральная пластина руки имеется или отсутствует. Шипы рук цилиндрические; в проксимальных сегментах только на вентральной стороне рук.

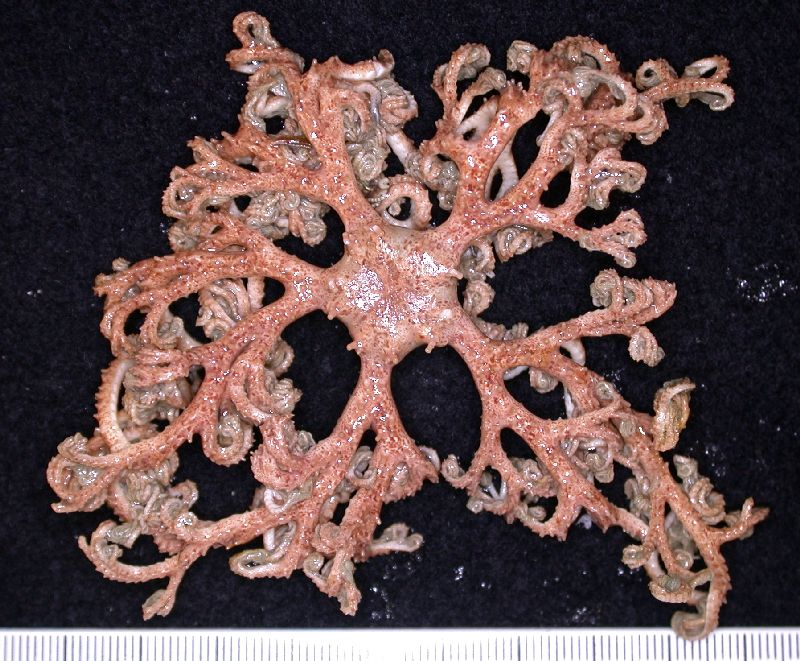
Euryale aspera
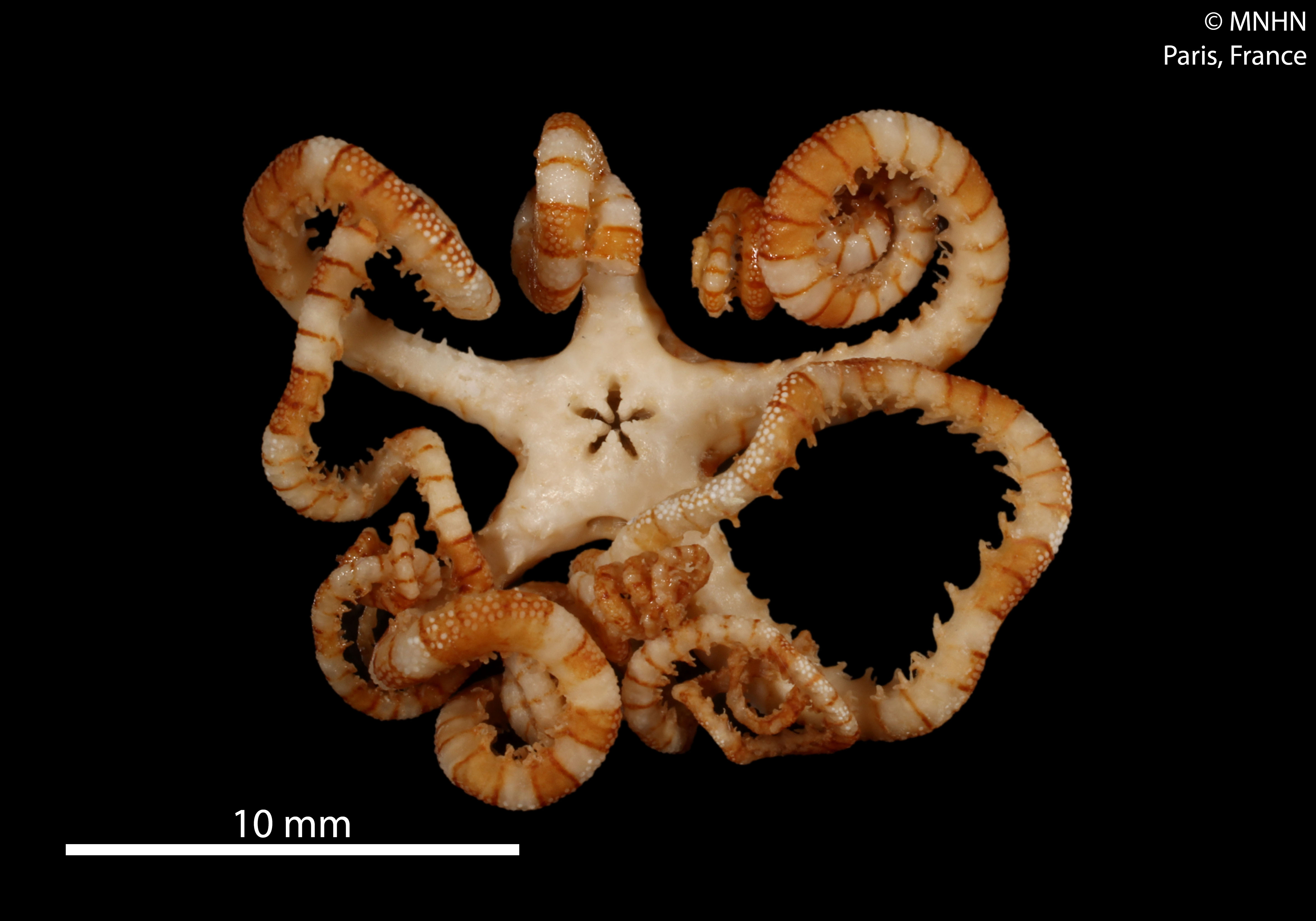
Astroceras aurantiacum
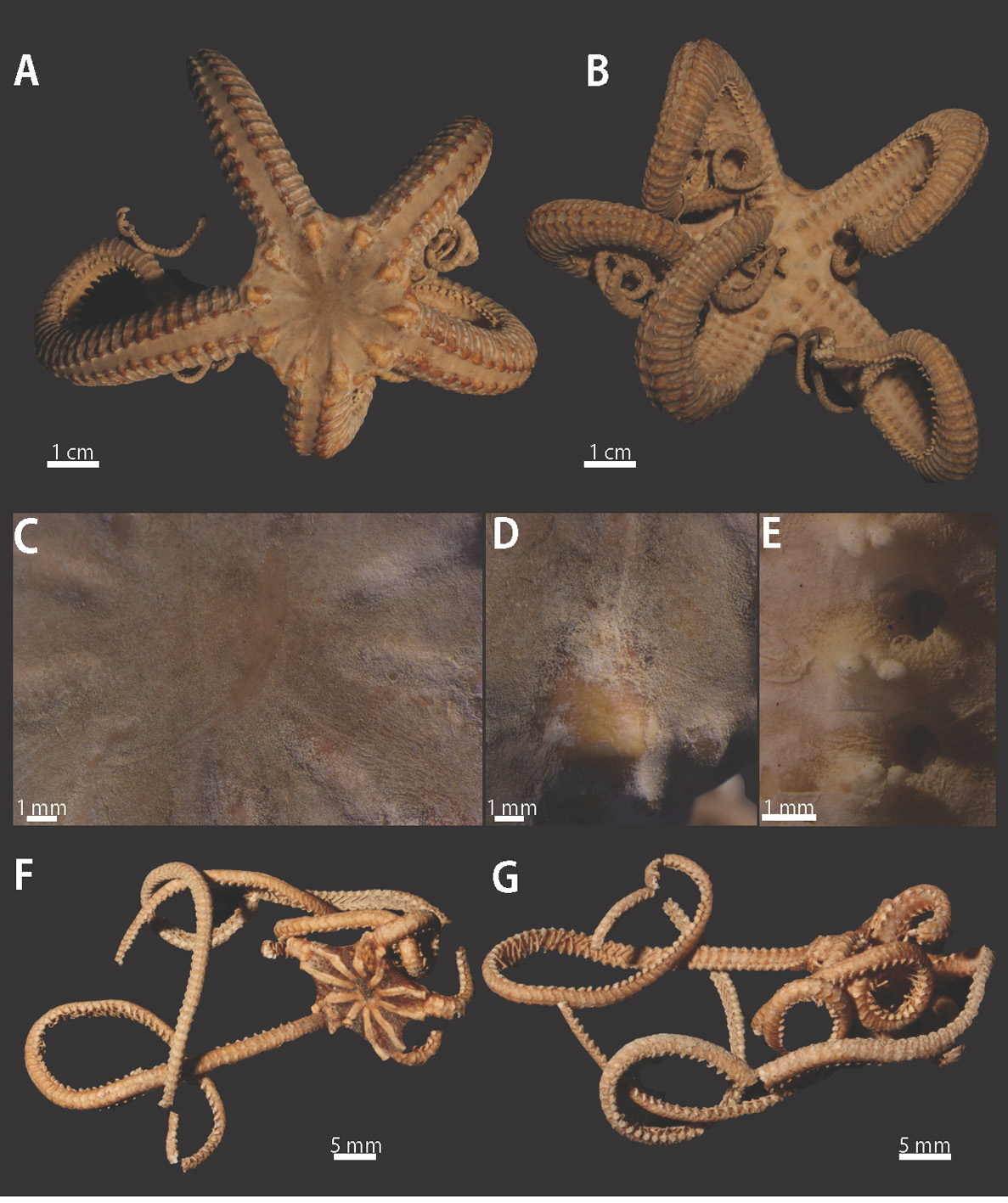
Euryalidae

## Классификация
Выделяют следующие родовые таксоны:
- Asteromorpha Lütken, 1869 — 3 вида
- Asteroschema Örstedt & Lütken in Lütken, 1856 — 33
- Asterostegus Mortensen, 1933 — 3
- Astrobrachion Doederlein, 1927 — 2
- Astroceras Lyman, 1879 — 14
- Astrocharis Koehler, 1904 — 3
- Euryale Lamarck, 1816 — 2
- Ophiocreas Lyman, 1879 — 13
- Squamophis Okanishi et al., 2011 — 3
- Sthenocephalus Koehler, 1898 — 2
- Trichaster L. Agassiz, 1836 — 3